# Jacob Hindsgaul
Jacob Hindsgaul Madsen (Middelfart, 14 juli 2000) is een Deense voormalige wielrenner die vanaf 2020 tot 2023 voor het Noorse Uno-X Pro Cycling Team uitkwam. Eind september 2023 werd bekend dat hij vanwege lichamelijke problemen zijn loopbaan als wielrenner vroegtijdig moest stopzetten.

## Overwinningen
2018
2e etappe a Internationale Cottbuser Junioren-Etappenfahrt
2e etappe b Internationale Cottbuser Junioren-Etappenfahrt
3e etappe Internationale Cottbuser Junioren-Etappenfahrt
Eindklassement Internationale Cottbuser Junioren-Etappenfahrt
 Deens kampioenschap tijdrijden voor junioren
2019
Proloog Ronde van de Aostavallei
2020
Proloog Giro della Regione Friuli Venezia Giulia
2022
3e etappe Ronde van Antalya
Eindklassement Ronde van Antalya
2023
Bergklassement Boucles de la Mayenne

## Resultaten in voornaamste wedstrijden
|      | \| Jaar \| Amstel Gold Race \| Luik-Bast.‑Luik \| Waalse Pijl \| Parijs-Tours \| \| ---- \| ---------------- \| --------------- \| ----------- \| ------------ \| \| 2022 \| \| 109e \| opgave \| 103e \| \| 2023 \| opgave \| 94e \| 128e \| \| |                 |             |              |
| Jaar | Amstel Gold Race | Luik-Bast.‑Luik | Waalse Pijl | Parijs-Tours |
| 2022 | | 109e            | opgave      | 103e         |
| 2023 | opgave | 94e             | 128e        |              |

## Ploegen
- 2019 –  ColoQuick
- 2020 –  Uno-X Pro Cycling Team
- 2021 –  Uno-X Pro Cycling Team
- 2022 –  Uno-X Pro Cycling Team
- 2023 –  Uno-X Pro Cycling Team

Abrahamsen · Andersen · Blikra · Charmig · Dversnes · Eg · Gregaard · Gudmestad · Halvorsen · Hansen · Hindsgaul · Holter · Hulgaard · A. Johannessen · T. Johannessen · K. Kulset · S. Kulset · Larsen · Levy · Resell · Saugstad · A. Skaarseth · I. Skaarseth · Sleen · Tiller · Træen · Urianstad · Wærenskjold · Wærsted
Abrahamsen · Andersen · Bendixen · Blikra  · Blume Levy · Charmig · Dversnes · Eg · Fredheim · Gregaard · Gudmestad · Halvorsen · Hindsgaul · Holter · A. Johannessen · T. Johannessen · Kristoff · M. Kulset · S. Kulset · Larsen · Norman Leth · Resell · Sander Hansen · Skaarseth · Tiller · Træen · Urianstad · Wærenskjold